# 蒲原駅
蒲原駅（かんばらえき）は、静岡県静岡市清水区蒲原堰沢（かんばらせぎさわ）にある、東海旅客鉄道（JR東海）東海道本線の駅である。駅番号はCA11。
運行形態の詳細は「東海道線 (静岡地区)」を参照。

## 歴史
もともと蒲原は東海道五十三次15番目の宿場町であり、現在の東海道本線にあたる官設鉄道線の開業当初は蒲原町に駅が設けられる予定になっていた。しかし隣村の岩淵村などが積極的な誘致を行って岩淵駅（現、富士川駅）が岩淵村隣の中之郷村（いずれも現、富士市）に設けられたため、蒲原には駅が置かれなかった。蒲原町ではこれではならじと国府津 - 静岡間の開業後にも誘致合戦を行い、同線の開業から1年3ヶ月たってようやく蒲原駅が設けられることになったのである。しかし旧蒲原宿のあったところに設けると岩淵駅から近くなってしまい、また隣の由比町（現静岡市清水区）からも駅設置の請願があったため、結局蒲原と由比の間にある旧堰沢村の位置へ蒲原駅は設けられた。
それから後、1916年4月15日に由比町で由比駅が設けられると、蒲原町でも旧宿場の位置へ蒲原駅を移転させようという計画が立てられた。しかしこれは、当時の町長が町内の融和を乱すことになるといって反対したために実現しなかった。しかし結局は、蒲原宿のあった場所近くへ1968年10月1日に新蒲原駅が設けられた。もともと人口の多いのは蒲原宿の存在したところであったため、新蒲原駅は開業後すぐに蒲原駅の乗降客数を上回ることになった。それは現在も同様である。
上記の経緯から、蒲原駅に停車していた急行の一部は1980年代前半より当駅と新蒲原駅との選択停車に変更されていたが、1996年3月のダイヤ改正により東海道区間を走る急行の廃止に伴い現在は普通列車のみの停車駅となっている。

### 年表
- 1890年（明治23年）5月16日：官設鉄道の岩淵（現・富士川） - 興津間に新設開業[1]。一般駅[1]。
- 1895年（明治28年）4月1日：線路名称制定。東海道線（1909年に東海道本線に改称）の所属となる。
- 1967年（昭和42年）2月：駅舎改築[3]。
- 1974年（昭和49年）10月1日：貨物の取扱を廃止[1]。
- 1985年（昭和60年）3月14日：荷物の取扱を廃止[1]。
- 1987年（昭和62年）4月1日：国鉄分割民営化により、東海旅客鉄道（JR東海）が継承[1]。
- 2008年（平成20年）3月1日：ICカード「TOICA」の利用が可能となる。
- 2025年（令和7年）6月1日：お客様サポートサービスを導入し、無人化[2][4]。

## 駅構造
単式ホーム1面1線と島式ホーム1面2線、合計2面3線のホームを有する地上駅。1・3番線が本線、2番線が副本線となっており、3番線の外側にもホームのない副本線が1線ある。なお、2025年2月の時点で2番線はホームに柵が設置され、架線も撤去されている。2つのホームは跨線橋で連絡している。
お客様サポートサービスを導入している無人駅である。無人化される前は、JR東海交通事業の職員が業務を担当する業務委託駅で、富士川駅が当駅を管理していた。コンクリート造り一部2階建ての駅舎があり、内部には待合所、自動券売機などがある。

### のりば
| 番線 | 路線          | 方向         | 行先           |
| ---- | ------------- | ------------ | -------------- |
| 1    | CA 東海道本線 | 上り         | 沼津・熱海方面 |
| 2    | （使用停止）  | （使用停止） | （使用停止）   |
| 3    | CA 東海道本線 | 下り         | 静岡・浜松方面 |

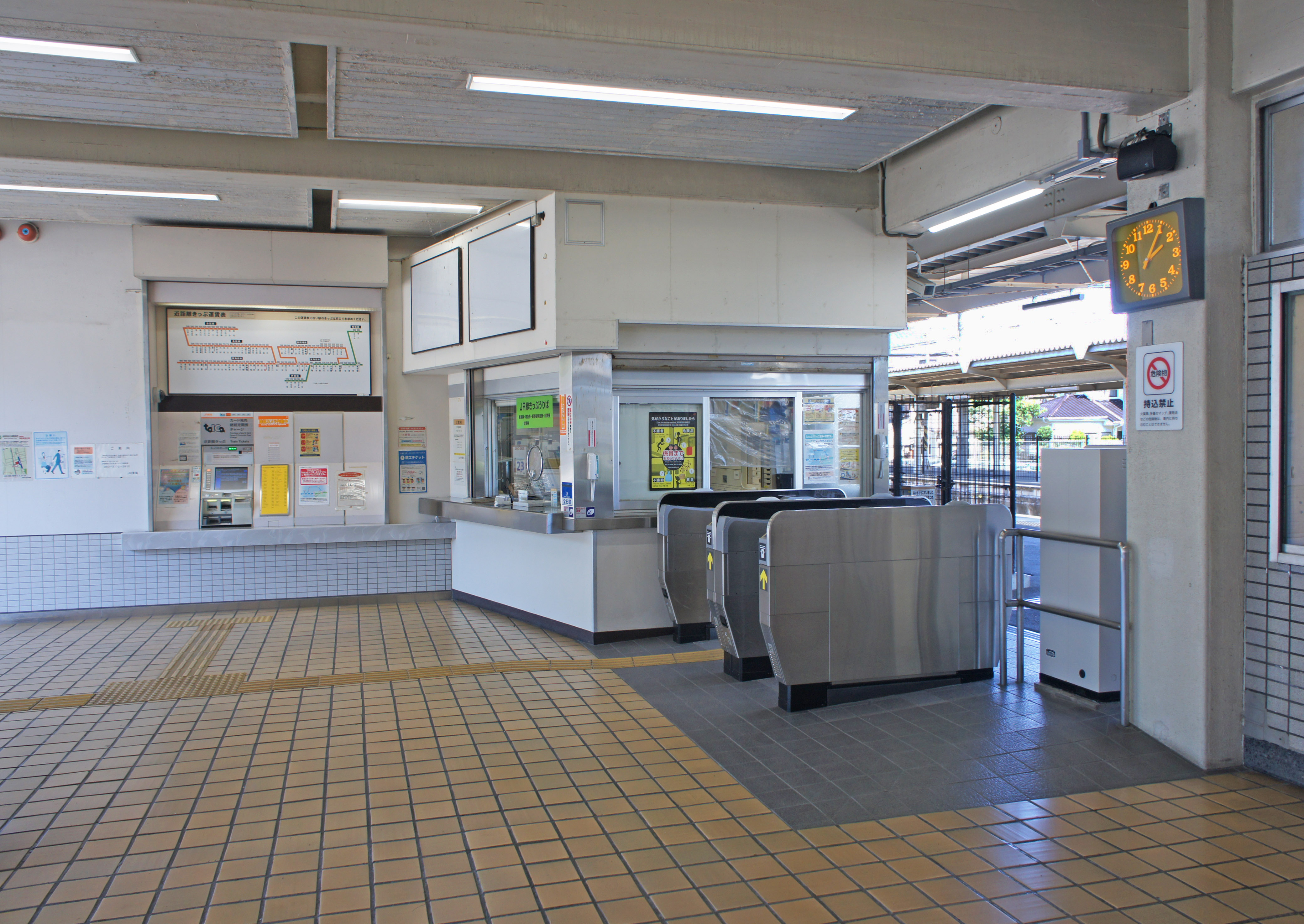
改札口（2022年7月）
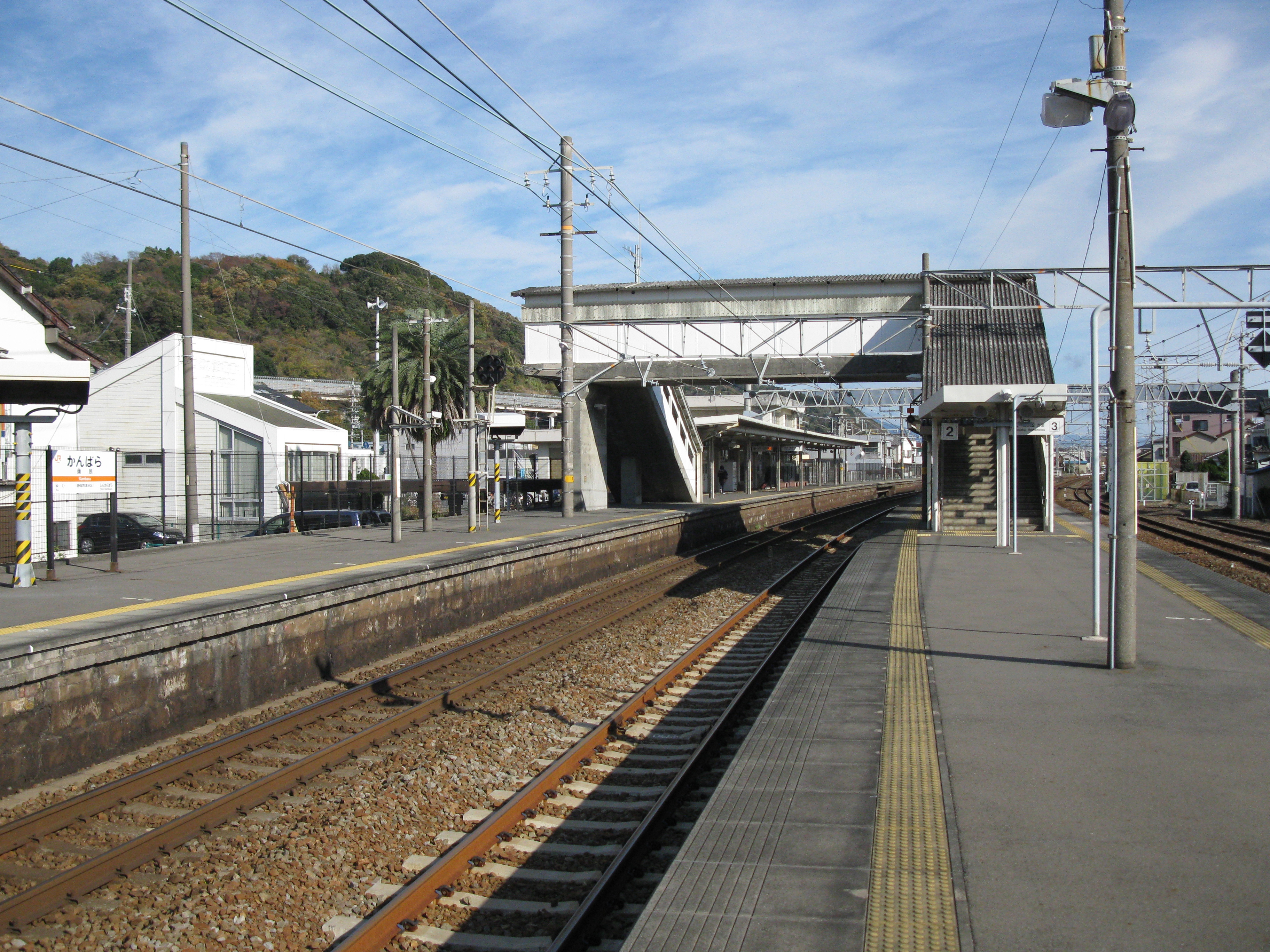
ホーム（2010年12月）

## 利用状況
JR東海の移動等円滑化取組報告書によると、2023年度（令和3年度）の1日平均乗降客数は1,226人である。これは、静岡県内の東海道本線の駅で最も乗車人員が少ない。
1993年度（平成5年度）以降の推移は以下のとおりである。
| 乗車人員推移       | 乗車人員推移     | 乗車人員推移 |
| 年度               | 1日平均 乗車人員 | 出典         |
| ------------------ | ---------------- | ------------ |
| 1993年（平成05年） | 1,463            | [ * 2 ]      |
| 1994年（平成06年） | 1,337            | [ * 3 ]      |
| 1995年（平成07年） | 1,268            | [ * 4 ]      |
| 1996年（平成08年） | 1,242            | [ * 5 ]      |
| 1997年（平成09年） | 1,169            | [ * 6 ]      |
| 1998年（平成10年） | 1,130            | [ * 7 ]      |
| 1999年（平成11年） | 1,097            | [ * 8 ]      |
| 2000年（平成12年） | 1,086            | [ * 9 ]      |
| 2001年（平成13年） | 1,049            | [ * 10 ]     |
| 2002年（平成14年） | 988              | [ * 11 ]     |
| 2003年（平成15年） | 939              | [ * 12 ]     |
| 2004年（平成16年） | 912              | [ * 13 ]     |
| 2005年（平成17年） | 896              | [ * 14 ]     |
| 2006年（平成18年） | 871              | [ * 15 ]     |
| 2007年（平成19年） | 875              | [ * 16 ]     |
| 2008年（平成20年） | 860              | [ * 17 ]     |
| 2009年（平成21年） | 826              | [ * 18 ]     |
| 2010年（平成22年） | 823              | [ * 19 ]     |
| 2011年（平成23年） | 796              | [ * 20 ]     |
| 2012年（平成24年） | 782              | [ * 21 ]     |
| 2013年（平成25年） | 806              | [ * 22 ]     |
| 2014年（平成26年） | 738              | [ * 23 ]     |
| 2015年（平成27年） | 744              | [ * 24 ]     |
| 2016年（平成28年） | 725              | [ * 25 ]     |
| 2017年（平成29年） | 725              | [ * 26 ]     |
| 2018年（平成30年） | 704              | [ * 27 ]     |
| 2019年（令和元年） | 692              | [ * 28 ]     |
| 2020年（令和02年） | 571              | [ * 1 ]      |
| 2021年（令和03年） | 551              | [ * 1 ]      |

## 駅周辺

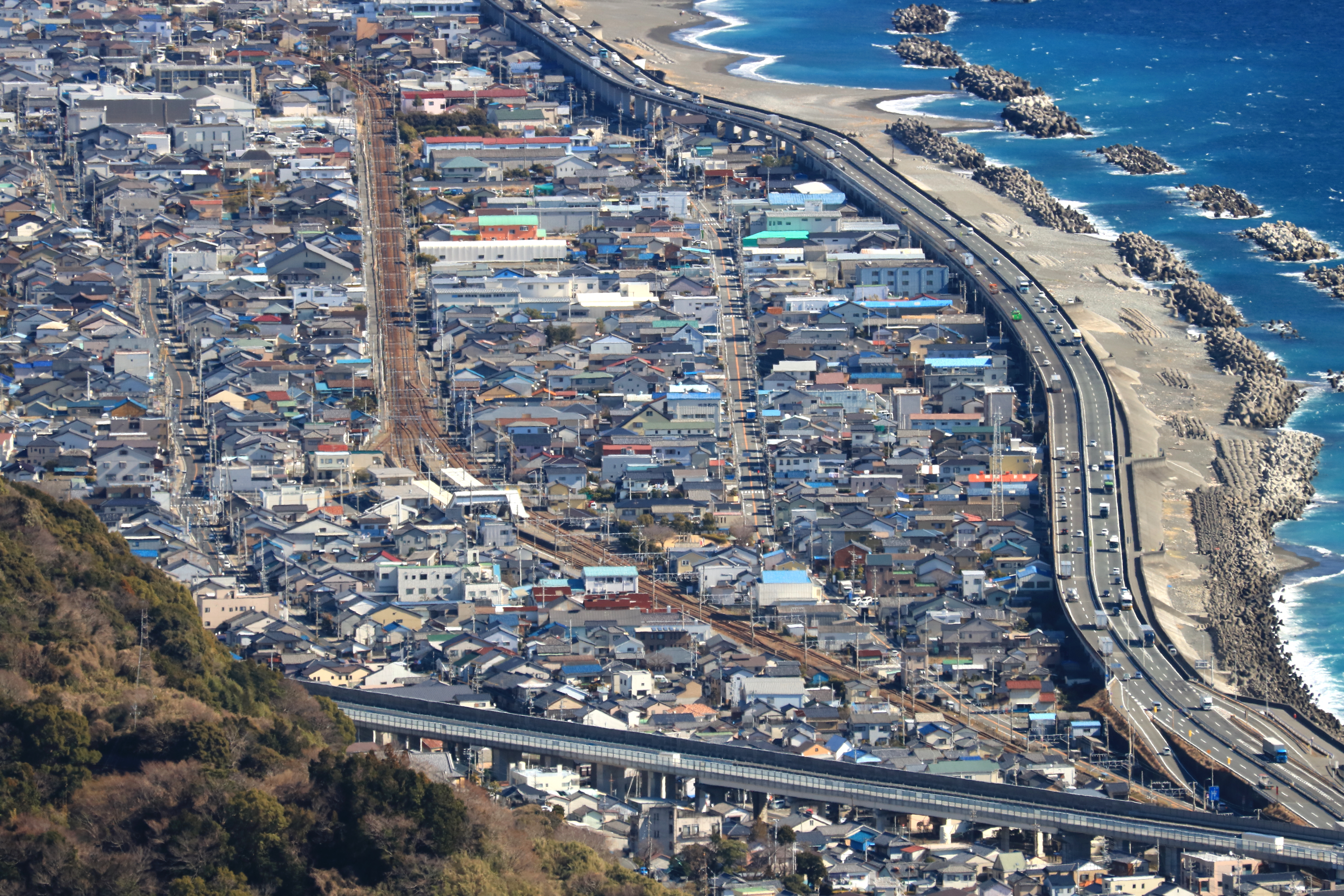
西側から望む駅周辺

駅の南約100メートルには海岸線が、そのすぐ北側には国道1号が、東西に走っている。
- 静岡市清水区役所蒲原支所
- 蒲原中郵便局

### バス路線
「蒲原駅」停留所にて、静岡市のコミュニティバス（運行は信興バスが委託）が発着する。
- 由比・蒲原病院線：由比駅 / 蒲原病院

寺尾橋・由比駅上から当駅・蒲原病院を経て富士駅方面へ運行していた富士急静岡バスの廃止に伴い、2019年10月1日より蒲原病院への自主運行バスを運行開始。

## 隣の駅
東海旅客鉄道（JR東海）
CA 東海道本線
■快速（臨時列車扱い、下りのみ運転）
通過
■普通
新蒲原駅 (CA10) - 蒲原駅 (CA11) - 由比駅 (CA12)

### 記事本文